# Indonesiens universitet
Indonesiens universitet (indonesiska: Universitas Indonesia, UI) är ett universitet i Indonesien.   Det ligger i provinsen Jakarta, i den västra delen av landet, 400 km öster om huvudstaden Jakarta.